# Evisa schawerdae
Evisa schawerdae là một loài bướm đêm trong họ Noctuidae.